# Nagroda Fundacji Mo Ibrahima
Nagroda Fundacji Mo Ibrahima, właśc. Nagroda Ibrahima za Osiągnięcia w Afrykańskim Przywództwie (ang. Ibrahim Prize for Achievement in African Leadership) − nagroda dla afrykańskiego przywódcy, który zapewnił swojemu krajowi warunki do rozwoju, po czym w pokojowy sposób oddał władzę.

## Historia
Nagroda została ufundowana przez Mo Ibrahima, sudańskiego biznesmena i miliardera. Nagrodą honorowani są przywódcy państwowi, którzy zdobyli władzę w wyniku wyborów, a następnie dobrze rządzili krajem, podnosząc poziom życia obywateli, po czym opuścili urząd w wyznaczonym prawem terminie. Nagrodę można przyznać przywódcy, który opuścił swój urząd w okresie trzech lat poprzedzających przyznanie nagrody. Nagroda przyznawana jest od 2007 roku i jest to najbardziej wartościowa nagroda na świecie − jej laureat otrzymuje 5 mln dolarów oraz dożywotnio roczną pensję o wysokości 200 tysięcy dolarów. Laureat ma też możliwość zwrócić się do Fundacji o dodatkowe 200 tysięcy dolarów rocznie na działalność charytatywną.

## Laureaci
Nagroda przyznawana jest co roku, począwszy od roku 2007. W pierwszym roku po jej ustanowieniu nagrodzony został Joaquim Chissano. W niektórych latach nagrody nie przyznawano, gdyż nie było osób spełniających warunki jej otrzymania − tak stało się w latach 2009, 2010, 2012 i 2013. W 2007 roku, oprócz nagrody zwykłej, przyznano honorowe wyróżnienie dla Nelsona Mandeli, byłego prezydenta Republiki Południowej Afryki, który nie skorzystał z konstytucyjnej możliwości ubiegania się o drugą kadencję prezydencką. W 2012 roku specjalną nagrodę i milion dolarów otrzymał natomiast abp Desmond Tutu, którego uhonorowano za jego walkę z apartheidem w Południowej Afryce oraz współczesne działania lobbingowe na rzecz sprawiedliwości i demokracji.
Lista laureatów:
- Joaquim Chissano (Mozambik, 2007)
- Nelson Mandela (Południowa Afryka, 2007) − wyróżnienie honorowe[4]
- Festus Mogae (Botswana, 2008)
- Pedro Pires (Republika Zielonego Przylądka, 2011)
- Hifikepunye Pohamba (Namibia, 2014)
- Ellen Johnson-Sirleaf (Liberia, 2017)
- Mahamadou Issoufou (Niger, 2020)